# Калесар (национальный парк)
Калесар (англ. Kalesar National Park) — национальный парк в Индии. Расположен на востоке штата Харьяна, в округе Ямунанагар, в 150 км от города Чандигарх. Создан 8 декабря 2003 года. Территория парка покрывает 13 000 акров (53 км²) и представляет собой саловые леса в районе горного хребта Сивалик; разные типы леса занимают до 71 % от общей площади парка. Высота территории над уровнем моря изменяется от 200 до 1200 метров.
Наиболее благоприятное время для посещения парка — с начала октября по конец марта. Калесар является популярным местом для наблюдения за птицами; среди прочих птиц стоит отметить обитающую здесь банкивскую джунглевую курицу. В 2014 году в парке было установлено 80 видеокамер, чтобы помочь исследовать поведение диких животных и, по возможности, обнаружить редкие виды млекопитающих и птиц.
По истечении двухмесячных наблюдений камерами были зафиксированы 42 особи леопарда и 18 других видов млекопитающих, среди которых бенгальская кошка, ржавая кошка, камышовый кот, шакал, азиатский слон, аксис, замбар, мунтжаки, гималайский горал, нильгау, индийский дикобраз, малая цивета, мусанг, гульманы, макаки-резус, серый мангуст, дикая свинья и темношеий заяц.